# Life (KRS-One)
Life è l'ottavo album solista del rapper statunitense KRS-One. Pubblicato il 13 giugno 2006, è distribuito da Image e Antagonist.

## Recensioni
| Recensione       | Giudizio |
| ---------------- | -------- |
| AllMusic         | [ 1 ]    |
| RapReviews       | [ 2 ]    |
| Robert Christgau | A−       |
| Okayplayer       | [ 4 ]    |
| HipHopDX         | [ 5 ]    |
| IGN              | [ 6 ]    |

L'album ottiene generalmente recensioni positive: il critico Christgau gli assegna una «A-», recensendolo in maniera positiva. Marisa Brown per AllMusic assegna all'album 3/5 stelle, scrivendo: «KRS-One è sempre stato un rapper socialmente consapevole, e ha affrontato diverse materie durante la sua carriera, molte delle quali riguardano problemi che affliggono molti abitanti delle città, specialmente quelli neri. Ma in Life, la razza è un problema che sceglie di non affrontare [...] capendo che la sua arte ha la capacità di raggiungere una grande fascia demografica [...] KRS-One parla di problemi che possono e affliggono tutte le persone. Life non è un disco perfetto, ma le rime sono abbastanza meditate, i ritmi sono abbastanza buoni e il tema principale abbastanza unico.»
Brown afferma che KRS-One cerca di spiegare la situazione degli individui senza tetto e cerca di simpatizzare con loro scrivendo che, come dichiara lo stesso KRS-One, il suo «fine è quello di ispirare i poveri». Inoltre, il rapper si equipara allo stesso genere hip hop («io sono per l'hip-hop quello che è la farina per i pancakes») e ha «una tecnica che mantiene i suoi testi piuttosto interessanti.»
In conclusione, Brown scrive che l'album «si può riassumere in una barra della traccia conclusiva My Life: "sai cosa devi imparare? / Gli artisti old school non sempre vengono sconfitti."»

## Tracce
Testi di Lawrence Parker, D. Baker (eccetto nella traccia 3), Dax Reynosa, musiche di The Resistance.
1. Bling Blung – 3:33
2. The Way We Live (featuring Theresa Jones) – 3:21
3. Woke Up – 3:05 (testo: M. Aaron Moss – musica: Co-produzione: Habit)
4. Mr. Percy (featuring Trione) – 4:22 (testo: O. Solano)
5. F-cked Up – 3:31
6. Freedom (featuring Ishues, Dax Reynosa & Triune) – 3:33 (testo: I. Cuthbertson)
7. I'm on the Mic – 4:05 (musica: Scratches: Rhettmatic)
8. Gimme da Gun (featuring Raphi) – 2:28 (testo: R. Henley)
9. Life Interlude – 1:54 (musica: Scratches: Wize)
10. I Ain't Leavin' – 3:56 (testo: Jason Petty, O. Solano)
11. Organ Break – 1:11
12. I Am There – 2:29
13. Still Slippin' – 2:26
14. My Life – 3:41

Durata totale: 43:35